# Stati Uniti d'Indonesia
La Repubblica degli Stati Uniti d'Indonesia (in lingua indonesiana Republik Indonesia Serikat) abbreviato con l'acronimo R.U.S.I., fu uno stato federale al quale il Regno dei Paesi Bassi trasferirono la sovranità dei loro ex territori coloniali amministrati in precedenza dalle Indie orientali olandesi (fatta eccezione per la Nuova Guinea Olandese) il 27 dicembre 1949, a seguito dei Trattato di pace olandese-indonesiano.

Questa tavola rotonda, svoltasi a l'Aia dal 23 agosto 1949 al 2 novembre 1949, a seguito delle pressioni internazionali contro il conflitto tra nazionalisti indonesiani e esercito coloniale olandese, in particolare degli USA e del Consiglio di sicurezza delle Nazioni Unite, ebbe come esito finale una Carta del Trasferimento di Sovranità, in base alla quale il Regno dei Paesi Bassi avrebbe trasferito la propria sovranità alla nuova realtà federale.

Cartina rappresentante la suddivisione territoriale degli Stati Uniti d'Indonesia con in rosso i territori attribuiti alla Repubblica d'Indonesia e in arancione quelli sotto il controllo del governo coloniale olandese

In base agli accordi ed alla Carta, il nuovo Stato avrebbe avuto uno Statuto per delinearne i poteri e la struttura politico-amministrativa nella quale entrambe le parti avrebbero avuto eguale forza e peso. Secondo lo Statuto nessuna delibera degli organi di governo della Repubblica avrebbe avuto valore senza la ratifica da parte dei parlamenti delle rispettive parti. Sempre secondo lo Statuto gli organi di governo della Repubblica sarebbero stati: un Capo di Governo, una Conferenza di Ministri, una Corte di Arbitrato per dirimere eventuali disaccordi, ed un Segretario.